# Duško Tošić
Duško Tošić (in serbo Душко Тошић?) (Zrenjanin, 19 gennaio 1985) è un ex calciatore serbo, di ruolo difensore.

## Carriera

### Club
Ha debuttato nel calcio professionistico nel 2002, nelle file dell'OFK Belgrado, dove è rimasto per 3 stagioni, prima di passare, il 1º gennaio 2006 al Sochaux per 500.000 euro, dove ha contribuito alla qualificazione per la Coppa UEFA, con il settimo posto finale nella stagione 2006-2007 e alla vittoria della Coppa di Francia.
Il 6 agosto 2007 si è trasferito nella Bundesliga tedesca, al Werder Brema per 1,8 milioni di euro, squadra con la quale ha rescisso il contratto nel gennaio del 2010, per poi essere ingaggiato dal Portsmouth. Tuttavia, dopo meno di un mese, il suo trasferimento al Portsmouth è stato annullato per problemi finanziari del club inglese ed è così rimasto senza contratto.
Il 2 giugno 2015 viene ufficializzato che, al termine della stagione 2014-2015, si trasferirà al Beşiktaş, con cui firma un contratto biennale.

### Nazionale
Nel 2006 ha partecipato ai Campionati Europei Under-21 2006, con la Nazionale di calcio della Serbia e Montenegro Under-21, arrivando alle semifinali della manifestazione. Ha partecipato anche ai Campionati europei Under-21 2007 con la Nazionale serba Under-21, con cui ha raggiunto la finale, persa contro l'Olanda.

## Statistiche

### Presenze e reti nei club
Statistiche aggiornate al 20 aprile 2017.
| Stagione              | Squadra               | Campionato            | Campionato | Campionato | Coppe nazionali | Coppe nazionali | Coppe nazionali | Coppe continentali | Coppe continentali | Coppe continentali | Altre coppe | Altre coppe | Altre coppe | Totale | Totale |
| Stagione              | Squadra               | Comp                  | Pres       | Reti       | Comp            | Pres            | Reti            | Comp               | Pres               | Reti               | Comp        | Pres        | Reti        | Pres   | Reti   |
| --------------------- | --------------------- | --------------------- | ---------- | ---------- | --------------- | --------------- | --------------- | ------------------ | ------------------ | ------------------ | ----------- | ----------- | ----------- | ------ | ------ |
| 2002-2003             | OFK Belgrado          | PL                    | 14         | 0          | CS              | 0               | 0               | -                  | -                  | -                  | -           | -           | -           | 14     | 0      |
| 2003-2004             | OFK Belgrado          | PL                    | 25         | 2          | CS              | 0               | 0               | Int                | 2                  | 1                  | -           | -           | -           | 27     | 3      |
| 2004-2005             | OFK Belgrado          | PL                    | 24         | 2          | CS              | 0               | 0               | Int                | 6                  | 1                  | -           | -           | -           | 30     | 3      |
| 2005-gen. 2006        | OFK Belgrado          | PL                    | 17         | 2          | CS              | 0               | 0               | CU                 | 2                  | 0                  | -           | -           | -           | 19     | 2      |
| Totale OFK Belgrado   | Totale OFK Belgrado   | Totale OFK Belgrado   | 80         | 6          |                 | 0               | 0               |                    | 10                 | 2                  |             | -           | -           | 90     | 8      |
| gen.-giu. 2006        | Sochaux               | L1                    | 14         | 0          | CF+CdL          | 1+0             | 0               | -                  | -                  | -                  | -           | -           | -           | 15     | 0      |
| 2006-2007             | Sochaux               | L1                    | 26         | 1          | CF+CdL          | 6+3             | 0               | -                  | -                  | -                  | -           | -           | -           | 35     | 1      |
| Totale Sochaux        | Totale Sochaux        | Totale Sochaux        | 40         | 1          |                 | 10              | 0               |                    | -                  | -                  |             | -           | -           | 50     | 1      |
| 2007-2008             | Werder Brema          | BL                    | 12         | 0          | CG              | 2               | 0               | UCL+CU             | 6+0                | 0                  | -           | -           | -           | 20     | 0      |
| 2008-2009             | Werder Brema          | BL                    | 9          | 0          | CG              | 1               | 0               | UCL+CU             | 1+0                | 0                  | -           | -           | -           | 11     | 0      |
| 2009-feb. 2010        | Werder Brema          | BL                    | 1          | 0          | CG              | 0               | 0               | UEL                | -                  | -                  | SG          | 1           | 0           | 2      | 0      |
| Totale Werder Brema   | Totale Werder Brema   | Totale Werder Brema   | 22         | 0          |                 | 3               | 0               |                    | 7                  | 0                  |             | 1           | 0           | 33     | 0      |
| feb.-giu. 2010        | QPR                   | FLC                   | 5          | 0          | FACup+CdL       | 0+0             | 0               | -                  | -                  | -                  | -           | -           | -           | 5      | 0      |
| 2010-2011             | Stella Rossa          | SL                    | 25         | 1          | CS              | 3               | 0               | UEL                | 2                  | 0                  | -           | -           | -           | 30     | 1      |
| ago. 2011             | Stella Rossa          | SL                    | 3          | 1          | CS              | 0               | 0               | UEL                | 4                  | 0                  | -           | -           | -           | 7      | 1      |
| 2011-gen. 2012        | Real Betis            | PD                    | 1          | 0          | CR              | 1               | 0               | -                  | -                  | -                  | -           | -           | -           | 2      | 0      |
| gen.-giu. 2012        | Stella Rossa          | SL                    | 13         | 0          | CS              | 3               | 0               | UEL                | -                  | -                  | -           | -           | -           | 16     | 0      |
| Totale Stella Rossa   | Totale Stella Rossa   | Totale Stella Rossa   | 41         | 2          |                 | 6               | 0               |                    | 6                  | 0                  |             | -           | -           | 53     | 2      |
| 2012-2013             | Gençlerbirliği        | SL                    | 33         | 1          | CT              | 2               | 0               | -                  | -                  | -                  | -           | -           | -           | 35     | 1      |
| 2013-2014             | Gençlerbirliği        | SL                    | 28         | 0          | CT              | 0               | 0               | -                  | -                  | -                  | -           | -           | -           | 28     | 0      |
| 2014-2015             | Gençlerbirliği        | SL                    | 28         | 1          | CT              | 3               | 0               | -                  | -                  | -                  | -           | -           | -           | 31     | 1      |
| Totale Gençlerbirliği | Totale Gençlerbirliği | Totale Gençlerbirliği | 89         | 2          |                 | 5               | 0               |                    | -                  | -                  |             | -           | -           | 94     | 2      |
| 2015-2016             | Beşiktaş              | SL                    | 15         | 0          | CT              | 7               | 0               | UEL                | 2                  | 0                  | -           | -           | -           | 24     | 0      |
| 2016-2017             | Beşiktaş              | SL                    | 20         | 0          | CT              | 1               | 0               | UCL+UEL            | 6+6                | 0                  | ST          | 1           | 0           | 34     | 0      |
| Totale Beşiktaş       | Totale Beşiktaş       | Totale Beşiktaş       | 35         | 0          |                 | 8               | 0               |                    | 14                 | 0                  |             | 1           | 0           | 58     | 0      |
| Totale carriera       | Totale carriera       | Totale carriera       | 313        | 11         |                 | 33              | 0               |                    | 37                 | 2                  |             | 2           | 0           | 385    | 13     |

### Cronologia presenze e reti in nazionale
| Cronologia completa delle presenze e delle reti in nazionale ― Serbia | Cronologia completa delle presenze e delle reti in nazionale ― Serbia | Cronologia completa delle presenze e delle reti in nazionale ― Serbia | Cronologia completa delle presenze e delle reti in nazionale ― Serbia | Cronologia completa delle presenze e delle reti in nazionale ― Serbia | Cronologia completa delle presenze e delle reti in nazionale ― Serbia | Cronologia completa delle presenze e delle reti in nazionale ― Serbia | Cronologia completa delle presenze e delle reti in nazionale ― Serbia |
| Data                                                                  | Città                                                                 | In casa                                                               | Risultato                                                             | Ospiti                                                                | Competizione                                                          | Reti                                                                  | Note                                                                  |
| --------------------------------------------------------------------- | --------------------------------------------------------------------- | --------------------------------------------------------------------- | --------------------------------------------------------------------- | --------------------------------------------------------------------- | --------------------------------------------------------------------- | --------------------------------------------------------------------- | --------------------------------------------------------------------- |
| 15-11-2006                                                            | Belgrado                                                              | Serbia                                                                | 1 – 1                                                                 | Norvegia                                                              | Amichevole                                                            | -                                                                     |                                                                       |
| 24-3-2007                                                             | Almaty                                                                | Kazakistan                                                            | 2 – 1                                                                 | Serbia                                                                | Amichevole                                                            | -                                                                     |                                                                       |
| 28-3-2007                                                             | Belgrado                                                              | Serbia                                                                | 1 – 1                                                                 | Portogallo                                                            | Qual. Euro 2008                                                       | -                                                                     | 84’                                                                   |
| 8-9-2007                                                              | Belgrado                                                              | Serbia                                                                | 0 – 0                                                                 | Finlandia                                                             | Qual. Euro 2008                                                       | -                                                                     | 53’                                                                   |
| 13-10-2007                                                            | Erevan                                                                | Armenia                                                               | 0 – 0                                                                 | Serbia                                                                | Qual. Euro 2008                                                       | -                                                                     |                                                                       |
| 17-10-2007                                                            | Baku                                                                  | Azerbaigian                                                           | 1 – 6                                                                 | Serbia                                                                | Qual. Euro 2008                                                       | 1                                                                     |                                                                       |
| 21-11-2007                                                            | Belgrado                                                              | Serbia                                                                | 2 – 2                                                                 | Polonia                                                               | Qual. Euro 2008                                                       | -                                                                     | 64’                                                                   |
| 6-2-2008                                                              | Skopje                                                                | Macedonia                                                             | 1 – 1                                                                 | Serbia                                                                | Amichevole                                                            | -                                                                     | 67’                                                                   |
| 28-2-2012                                                             | Limassol                                                              | Serbia                                                                | 2 – 0                                                                 | Armenia                                                               | Amichevole                                                            | -                                                                     | 85’                                                                   |
| 26-5-2012                                                             | San Gallo                                                             | Spagna                                                                | 2 – 0                                                                 | Serbia                                                                | Amichevole                                                            | -                                                                     |                                                                       |
| 6-6-2014                                                              | San Paolo                                                             | Brasile                                                               | 1 – 0                                                                 | Serbia                                                                | Amichevole                                                            | -                                                                     |                                                                       |
| 14-11-2014                                                            | Belgrado                                                              | Serbia                                                                | 1 – 3                                                                 | Danimarca                                                             | Qual. Euro 2016                                                       | -                                                                     |                                                                       |
| 18-11-2014                                                            | La Canea                                                              | Grecia                                                                | 0 – 2                                                                 | Serbia                                                                | Amichevole                                                            | -                                                                     | 90+1’                                                                 |
| 8-10-2015                                                             | Elbasan                                                               | Albania                                                               | 0 – 2                                                                 | Serbia                                                                | Qual. Euro 2016                                                       | -                                                                     | 65’                                                                   |
| 11-10-2015                                                            | Belgrado                                                              | Serbia                                                                | 1 – 2                                                                 | Portogallo                                                            | Qual. Euro 2016                                                       | -                                                                     |                                                                       |
| 13-11-2015                                                            | Ostrava                                                               | Rep. Ceca                                                             | 4 – 1                                                                 | Serbia                                                                | Amichevole                                                            | -                                                                     |                                                                       |
| 5-9-2016                                                              | Belgrado                                                              | Serbia                                                                | 2 – 2                                                                 | Irlanda                                                               | Qual. Mondiali 2018                                                   | -                                                                     | 77’                                                                   |
| 15-11-2016                                                            | Charkiv                                                               | Ucraina                                                               | 2 – 0                                                                 | Serbia                                                                | Amichevole                                                            | -                                                                     | 83’                                                                   |
| 9-10-2017                                                             | Belgrado                                                              | Serbia                                                                | 1 – 0                                                                 | Georgia                                                               | Qual. Mondiali 2018                                                   | -                                                                     |                                                                       |
| 10-11-2017                                                            | Canton                                                                | Cina                                                                  | 0 – 2                                                                 | Serbia                                                                | Amichevole                                                            | -                                                                     |                                                                       |
| 23-3-2018                                                             | Torino                                                                | Serbia                                                                | 1 – 2                                                                 | Marocco                                                               | Amichevole                                                            | -                                                                     |                                                                       |
| 4-6-2018                                                              | Graz                                                                  | Serbia                                                                | 0 – 1                                                                 | Cile                                                                  | Amichevole                                                            | -                                                                     | 54’                                                                   |
| 9-6-2018                                                              | Graz                                                                  | Serbia                                                                | 5 – 1                                                                 | Bolivia                                                               | Amichevole                                                            | -                                                                     | 67’                                                                   |
| 16-6-2018                                                             | Samara                                                                | Costa Rica                                                            | 0 – 1                                                                 | Serbia                                                                | Mondiali 2018 - 1º turno                                              | -                                                                     |                                                                       |
| 22-6-2018                                                             | Kaliningrad                                                           | Serbia                                                                | 1 – 2                                                                 | Svizzera                                                              | Mondiali 2018 - 1º turno                                              | -                                                                     |                                                                       |
| Totale                                                                |                                                                       | Presenze                                                              | 25                                                                    |                                                                       | Reti                                                                  | 1                                                                     |                                                                       |

## Palmarès

### Club

#### Competizioni nazionali
- Coppa di Francia: 1

Sochaux: 2006-2007
- Coppa di Germania: 1

Werder Brema: 2008-2009
- Coppa di Serbia: 1

Stella Rossa: 2011-2012
- Campionato turco: 2

Beşiktaş: 2015-2016, 2016-2017